# MyTravel Airways
MyTravel Airways var et britisk luftfartsselskab, der fløj rute- og charterflyvninger. Selskabet havde hovedkvarter i Manchester i England og varetog flyvninger arrangeret af sit moderselskab MyTravel.
MyTravel Airways blev grundlagt i 1990 under navnet Airtours International Airways. I 2002 opkøbte MyTravel Group den skandinaviske rejsegruppe Scandinavian Leisure Group (SLG) og overtog i den forbindelse også SLG's flyselskab Premiair, der herefter fløj under navnet MyTravel Airways. Den skandinaviske del af luftfartsselskabet baseret i Danmark var et søsterselskab til det britiske MyTravel Airways.
I 2007 blev MyTravel Group fusioneret med tyske Thomas Cook AG, og blev herefter til Thomas Cook Group. Luftfartsselskaberne MyTravel Airways skiftede herefter navn til Thomas Cook Airlines. Det skandinanviske luftfartsselskab skiftede navn til Thomas Cook Airlines Scandinavia.